# Юзеф Венявський
Юзеф Венявський (пол. Józef Wieniawski; 23 травня 1837, Люблін — 11 листопада 1912, Брюссель) — польський піаніст і композитор. Брат Генрика і Юліана Венявських. Брат-близнюк Олександра Венявського, сином якого був композитор Адам Тадеуш Венявський.

## Біографія
З асимільованої єврейської сім'ї — батько, дід з боку матері і дядько були лікарями. Навчався в Паризькій консерваторії у П'єра Ціммермана і Антуана Мармонтеля, а також у Шарля Валантена Алькала (композиція та камерний ансамбль). З 1853 р. займався в Веймарі у Ференца Ліста, потім удосконалював свою композиторську майстерність в Берліні у Адольфа Бернгарда Маркса.
З дитячих років Юзеф Венявський багато концертував (у тому числі в дуеті з братом Генриком) у Франції та інших європейських країнах. У 1866 — 1869 роках був професором Московської консерваторії. З 1870 року він жив і працював у Варшаві, був одним із засновників Варшавського музичного товариства, а в 1875–1877 рр. очолював його; на цей час припадає створення при товаристві змішаного хору, до роботи з яким Венявський залучив Олександра Михайловського. З 1878 р. і до кінця своїх днів був професором Брюссельської консерваторії.
Як піаніст Венявський був відомий, зокрема, пропагандою творчості Фридерика Шопена — в тому числі виконанням всіх його етюдів і концертами, повністю складеними з шопенівської музики. Серед виконавців, з якими йому доводилося виступати в ансамблі, були Йозеф Йоахім, Леопольд Ауер, Альфредо Піатті й інші провідні музиканти епохи.
Похований на кладовищі Ікселья в передмісті Брюсселя.

## Творчість

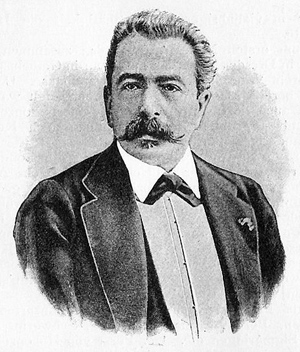
Портрет Юзефа Венявського зі збірки «Знамениті піаністи» (1893)

Серед творів Венявського переважає фортепіанна музика в жанрах, розроблених Шопеном: етюди, вальси, полонези, мазурки, балади; в цілому Венявський-композитор виступав як пропагандист і популяризатор польської музичної культури за кордоном, поєднуючи проходження шопенівської традиції з використанням гармонійних і композиційних новацій свого часу.
Венявському належать також кілька творів у великій формі: симфонія ре мажор (тв. 49, 1890), фортепіанний концерт соль мінор (тв. 20, 1859), сонати для скрипки і фортепіано (тв. 24) і віолончелі та фортепіано (тв. 26), увертюра «Вільгельм Мовчазний» (фр. Guillaume le Taciturne; тв. 43, 1887).

## Записи
Більшість опублікованих творів Венявського сьогодні записані.
Концерт записувався кілька разів. У 52 томі серії «Романтичний фортепіанний концерт» фірми Hyperion Records вийшов запис Хеміша Мілна з Шотландським симфонічним оркестром BBC під диригуванням Міхала Дворжіньского (також на диску записаний другий концерт Германа Гьотца).
У 2008 році польська фірма Acte Préalable записала диск з фортепіанними творами Венявського у виконанні польського піаніста Томаша Каменяка (Tomasz Kamieniak). Запис отримав премію за популяризацію забутої польської музики. Другий диск, що включає твори для фортепіано як в дві, так і в чотири руки, був записаний у 2013 році (виконавці Валентина Сеферінова і Венера Бойкова). Ця ж фірма випустила запис симфонії і увертюри «Вільгем Мовчазний» (Orkiestra Symfoniczna Filharmonii Podkarpackiej im. Artura Malawskiego, диригент Piotr Wajrak).